# KTurtle
KTurtle es un programa educativo diseñado para la programación, forma parte del entorno de escritorio KDE. KTurtle incorpora gráficos de tortuga como también lo hace el lenguaje de programación Logo, pero no comparte con él el resto de características, según palabras del mismo autor.
KTurtle ha sido empaquetado en diferentes distribuciones de Linux y BSD incluyendo Red Hat Linux, Suse, Mandriva, Debian y Kubuntu tanto en su versión de kde 3.5 como en kde 4. Algunas distribuciones incorporan KTurtle como una aplicación separada, en otros incluyen kdeedu con todos los programas entre ellos Kturtle.
Este programa se limita a la enseñanza de programación utilizando gráficos de tortuga y no está destinado a otras aplicaciones.

## Características
Las siguientes son algunas de las características más destacadas de KTurtle
- Intérprete integrado (sin dependencias adicionales) que utiliza archivos XML para la traducción de las órdenes, soporta funciones definidas por el usuario y cambio dinámico de tipo.
- La velocidad de ejecución puede disminuirse, pararse o detenerse en cualquier momento.
- Un potente editor para las órdenes del lenguaje con resaltado sintáctico intuitivo, numeración de líneas, y más.
- Posibilidad de guardar como imagen o imprimir en papel, el contenido del área de dibujo.
- La posibilidad de envolver el área de dibujo, permite mantener la tortuga a la vista fácilmente.
- Ayuda contextual para todas las órdenes del lenguaje.
- Órdenes traducibles a diferentes idiomas (los idiomas disponibles por el momento son: alemán, esloveno, español, francés, holandés, inglés, portugués brasileño y serbio (cirílico y latín), y sueco son soportados).
- Un diálogo de errores que relaciona cada mensaje de error con su código correspondiente.
- Tecnología de programación simplificada.
- Modo de pantalla completa.

## Ejemplos
Ejemplo 1:
```
reiniciar

tamañolienzo
 
500
,500
ir
 
300
,200

$vuelta
 
=
 
0

ocultartortuga

repetir
 
30
{

    
para
 
$vuelta
 
=
 
1
 
hasta
 
40
{

        
izquierda
 
$vuelta

        
avanzar
 
$vuelta
+3

    
}

```

Ejemplo 2:
```
reiniciar

tamañolienzo
 
500
,500
ir
 
500
,350

repetir
 
2
{

    
repetir
 
180
{

        
izquierda
 
1

        
avanzar
 
1

    
}

    
repetir
 
180
{

        
derecha
 
1

        
avanzar
 
1

    
}

}

repetir
 
2
{

    
repetir
 
180
{

        
derecha
 
1

        
avanzar
 
1

    
}

    
repetir
 
180
{

        
izquierda
 
1

        
avanzar
 
1

    
}

}

```